# La Cumbre del Rock Chileno
La Cumbre del Rock Chileno fue un evento realizado en Santiago, la capital de Chile, donde se congregaban en un concierto único las bandas de rock y pop rock más importantes de la escena musical chilena. A partir de la cuarta edición (2017), este festival comenzó a incluir otros estilos y géneros musicales que llevó a cambiar su nombre: La Cumbre del Rock Chileno + en la quinta edición (2018) y La Cumbre en la sexta edición, programada originalmente para enero de 2019, pospuesta dos en ocasiones y que finalmente fue cancelada.
Su primera edición se llevó a cabo en 2007 y presentó a 39 artistas en el Estadio Nacional. También se realizaron versiones en 2009, 2012, 2017 y 2018. En todas sus versiones el festival congregó alrededor de 35 000 espectadores.[cita requerida]
Entre los artistas que se presentaron se cuentan Jorge González, Miguel Tapia y Claudio Narea (ex-Los Prisioneros), Los Jaivas, Los Tres, Joe Vasconcellos, Chancho en Piedra, Gondwana, Lucybell, Los Bunkers, Saiko y Mon Laferte, entre otros protagonistas de la música chilena. 
En 2013 se realizó una edición especial que convocó a trece bandas iconos del rock chileno de los años 1980. El 7 de enero de 2017 se realizó la cuarta edición en el Estadio Nacional, donde se produjo el retiro de los escenarios de Jorge González.
A partir de la sexta edición, programada originalmente para enero de 2019, y que se reprogramó dos veces, primero para mayo y luego para octubre del mismo año,  se confirmó la presencia paritaria de ambos géneros en los artistas invitados, con un 50 % cada uno.
El 4 de octubre de 2019 fue cancelado el evento que se llevaría a cabo al día siguiente en Rancagua tras no recibir la autorización por parte de la Intendencia de la región de O'Higgins. Ese mismo día, mediante un comunicado, los organizadores del evento confirmaron el fin del festival musical.

## Versiones
| Edición         | Fecha                    | Recinto                          | Ciudad   | Anfitrión(es)            | Transmisión                          | Ref.   |
| --------------- | ------------------------ | -------------------------------- | -------- | ------------------------ | ------------------------------------ | ------ |
| 1.ª             | 6 de enero de 2007       | Estadio Nacional de Chile        | Santiago | Sergio Lagos Rayén Araya | Canal 13 (TV) Rock & Pop (radio)     | [ 4 ]  |
| 2.ª             | 11 de enero de 2009      | Club Hípico de Santiago          | Santiago | sin anfitrión            | Radio Uno (radio) Rock & Pop (radio) | [ 5 ]  |
| 3.ª             | 17 de noviembre de 2012  | Parque Bicentenario              | Santiago | Nicolás Copano           | TV Chile (TV) TVN.cl (streaming)     | [ 6 ]  |
| Especial        | 29 de junio de 2013      | Movistar Arena                   | Santiago | sin anfitrión            |                                      | [ 7 ]  |
| 4.ª             | 7 de enero de 2017       | Estadio Nacional de Chile        | Santiago | Jean Philippe Cretton    | Mega.cl (streaming)                  | [ 8 ]  |
| 5.ª             | 27 de enero de 2018      | Club Hípico de Santiago          | Santiago | sin anfitrión            | Mega.cl (streaming)                  | [ 9 ]  |
| 6.ª - cancelada | 5 y 6 de octubre de 2019 | Medialuna Monumental de Rancagua | Rancagua | —                        | —                                    | [ 10 ] |

## Cumbre del Rock Chileno 2007
La primera edición tuvo a más de 40.000 asistentes en el Estadio Nacional de Chile, en una jornada que comenzó a las 16:30  y concluyó pasada las 00:00 , con la presentación de Los Tres, en medio de su gira de reunión. Otro momento de colección fue la presentación de Jorge González  y el reencuentro con el público chileno (en ese momento él se encontraba radicado en México). 
La primera edición de la cumbre del rock chileno es recordada como uno de los eventos más importantes en la historia de la música chilena por su éxito e impecable desarrollo.
Line Up:
| - Leo Quinteros - Golem - Go - Casino - Monik - Los Miserables - Fahrenheit - Dorso - Panzer - Gufi | - Los Mox! - De Saloon - Anita Tijoux - Francisco González - Tiro de Gracia - C-Funk - Difuntos Correa - Javiera y Los Imposibles - Quique Neira | - Congreso - Sinergia - Aguaturbia - Claudio Narea - Saiko - Aparato Raro - Emociones Clandestinas - Viena - Valija Diplomática - Upa! | - Aterrizaje Forzoso - Sexual Democracia - Los Bunkers - Nicole - Jorge González - Lucybell - Los Jaivas - Chancho en Piedra - Los Tres |

## Cumbre del Rock Chileno 2009

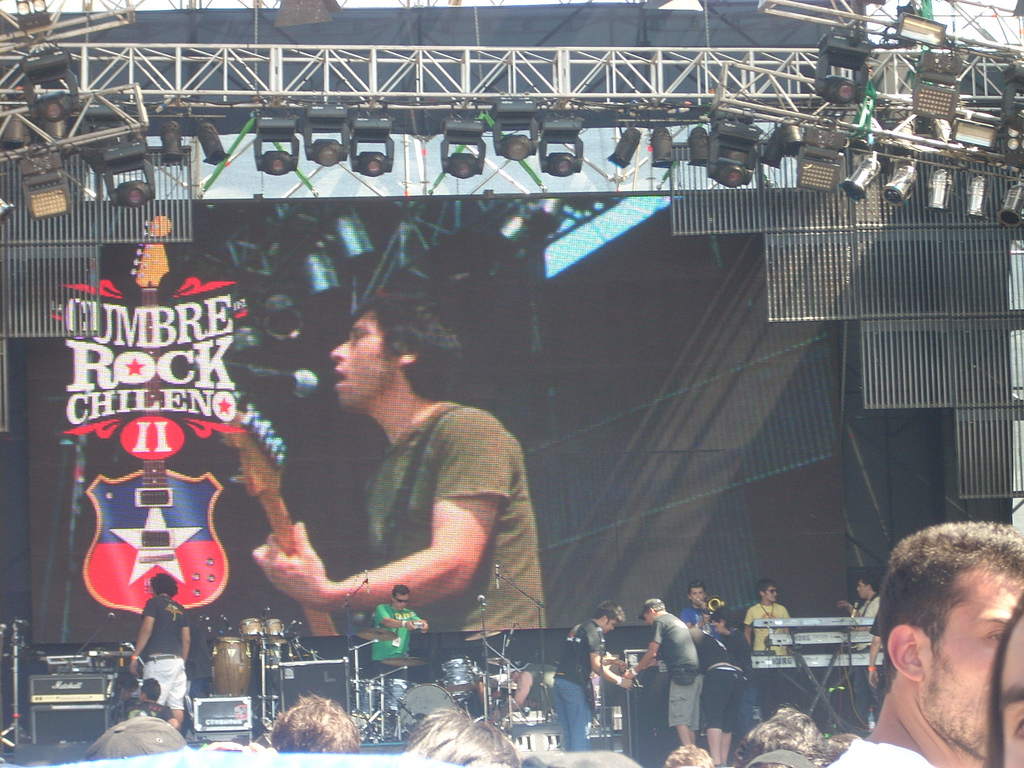
Claudio Narea en la segunda versión de la cumbre del rock chileno

La segunda versión de la Cumbre se realizó en el Club Hípico de Santiago, donde se presentaron de manera excepcional en la historia de la música chilena, 79 bandas de diversos géneros musicales, con más de 800 músicos en escena, en cuatro escenarios, en un evento que duró más de 12 horas.
Line Up:
| - Nicole - Joe Vasconcellos - Los Jaivas - Lucybell - Los Ex - Gondwana - De Saloon - Sinergia - Francisca Valenzuela - Los Tres - Chancho en Piedra - Jorge González - Los Bunkers - Tronic - Gufi - Troy - Buey - Teleradio Donoso - Sergio Lagos - Fother Muckers | - Saiko - Funk Attack - Zaturno - Anita Tijoux - De Kiruza - Silvestre - Difuntos Correa - Denisse Malebrán - Golem - Florcita Motuda - Electrodomésticos - Upa! - Claudio Narea - Miguel Barriga (Sexual Democracia) - Quique Neira - Papanegro - Mauricio Redolés - Nano Stern - Chinoy - Gepe | - Malabia - Manuel García - Juana Fe - Cholomandinga - Guachupe - La Floripondio - Silencio - Blackout - Humana - Crisálida - Drogatones - Sin Perdón - Octopus - Rama - Voodoo Zombie - Boa - Dama Juana - Libra - Killterry - Jiminelson | - The Ganjas - Devil Presley - Panzer - Hielo Negro - Yajaira - Guiso - Six Magics - Akinetón Retard - Los Mox! - Los Trapos - BBS Paranoicos - Alejandro Silva - Aguaturbia - Sol y Medianoche - El Cruce - Dorso - Weichafe - Fiskales Ad-Hok - Criminal |

## Cumbre del Rock Chileno 2012
La tercera edición se llevó a cabo en el Parque Bicentenario con 39 artistas/bandas chilenos, los cuales son todos miembros de la última generación de proyectos musicales que desarrolló sus carreras de 2000 en hasta ese año 2012. 
En esta oportunidad, el público mediante votación pudo escoger a una de las bandas, siendo elegida Voodoo Zombie. Fueron dos escenarios que recibieron a las bandas, donde destacó un tributo a Los Prisioneros. En esta edición Jorge González recibió el Premio Ícono del Rock siendo la primera vez que se entrega.
Line Up:
| - Silvestre - Aiken - Las Lilits - Sospechosa Lavanda - Primavera de Praga - Angelo Pierattini - Perrosky - Ingrávido - Jiminelson - Pascuala Ilabaca | - Voodoo Zombie (banda de la gente) - Pacto Latino - Cómo Asesinar a Felipes - Legua York - Zaturno - Movimiento Original - Dënver - Leo Quinteros - Juana Fe - Nano Stern | - De Saloon - Papanegro - Mamma Soul - Felo Foncea - Ases Falsos - Sinergia - Astro - Fernando Milagros - Chinoy - Camila Moreno | - Gepe - Álex Anwandter - Saiko - Javiera Mena - Manuel García - Pedropiedra - Francisca Valenzuela - Pettinellis - Los Bunkers |

## Cumbre del Rock Chileno 2013: Las Voces de los 80
Si bien no es considerada por algunos como versión oficial por tener características especiales, la organización fue la misma de las ediciones anteriores. Se presentaron 13 bandas representativas del rock chileno de la década de 1980 en el Teatro Movistar Arena.
La idea nace del libro "Las Voces de los '80" del periodista Emiliano Aguayo, lanzado meses antes, que retrata justamente la activa época del pop-rock chileno de esa década.
Line Up:
| - Jorge González - Upa! - Aparato Raro - Cinema | - Nadie - Viena - Aterrizaje Forzoso - Bandhada | - Emociones Clandestinas - Pancho Puelma - Síndrome - Banda Metro | - Sexual Democracia |

## Cumbre del Rock Chileno 2017

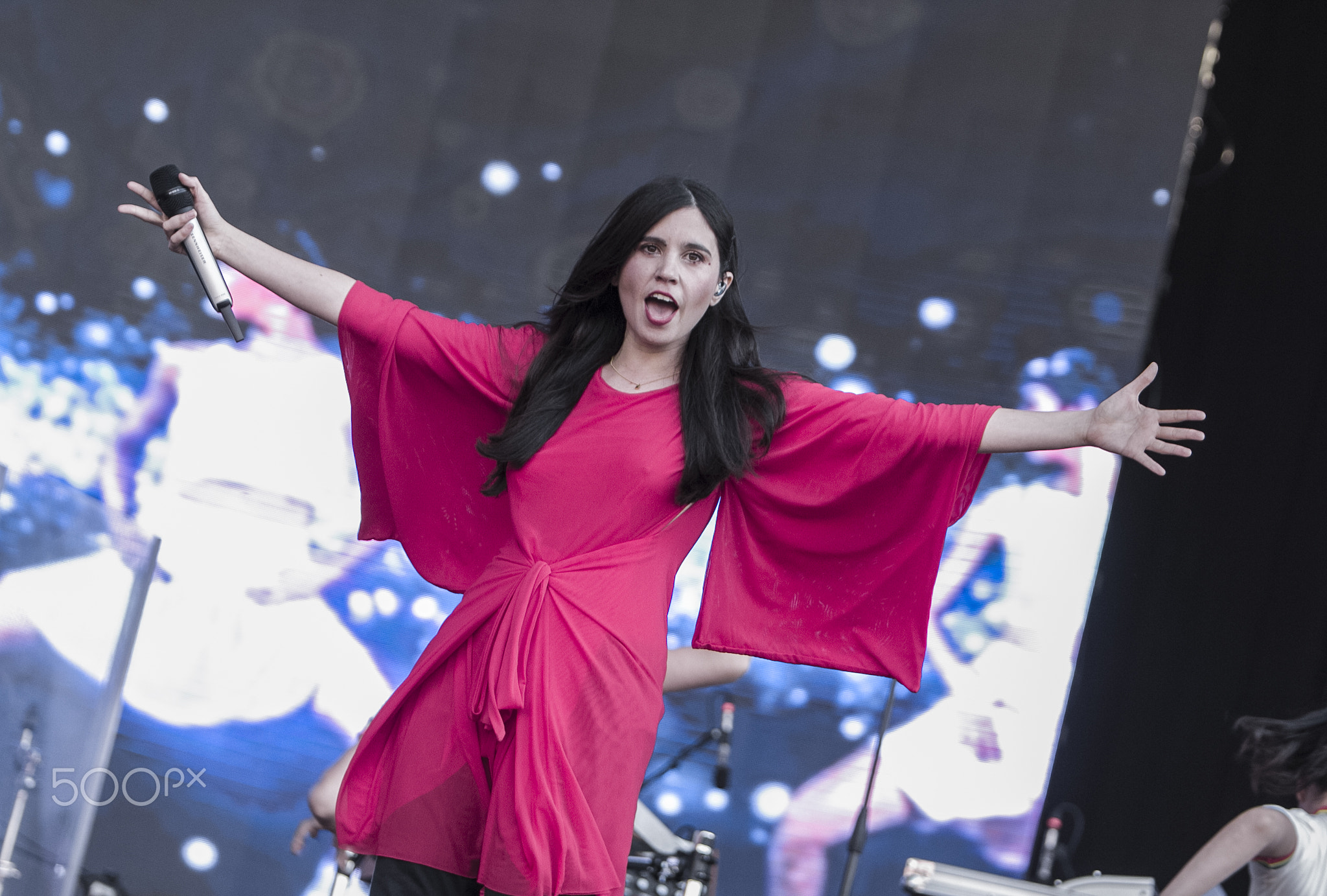
Javiera Mena en el Estadio Nacional durante La Cumbre 2017

El 26 de septiembre de 2016 fue confirmada la realización de la cuarta versión oficial de la Cumbre del Rock Chileno, que se realizó el 7 de enero de 2017. La parrilla de artistas fue confirmada durante la primera quincena de octubre de 2016. En esta edición fue homenajeado Álvaro Henríquez recibiendo el Premio Ícono del Rock, también el retiro de los escenarios de Jorge González, recibiendo del ministro de cultura Ernesto Ottone la Orden al Mérito Artístico y Cultural Pablo Neruda.
Line Up:
| - Jorge González - Los Tres - Manuel García - Mon Laferte - Francisca Valenzuela - Lucybell - Chancho en Piedra - DIACERO - Gondwana - Joe Vasconcellos | - Los Tetas - Javiera y Los Imposibles - Nano Stern - Nicole - Saiko - De Kiruza - Juana Fé - Camila Moreno - Javiera Mena - Alex Anwandter | - Aparato Raro - Sexual Democracia - Sinergia - Los Miserables - Pedropiedra - López - Ases Falsos - Guachupé - Santa Feria - Weichafe | - Gonzalo Yáñez - We Are The Grand - Julius Popper - Planeta No - Yo Soy Pérez - Nadie - Aiken - Leo Saavedra |

## Cumbre del Rock Chileno + 2018

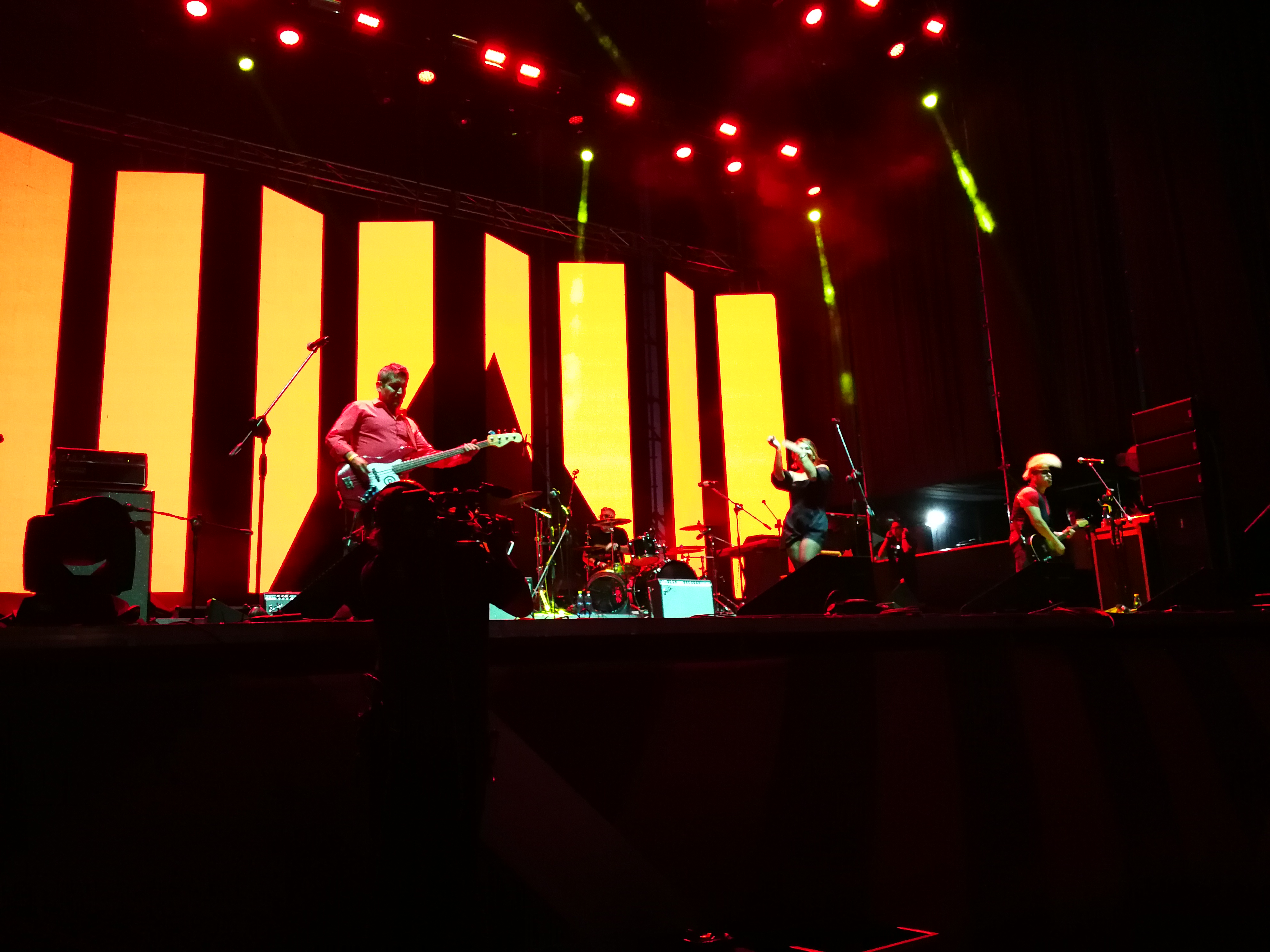
Saiko en la edición 2018 de la Cumbre del rock chileno

El festival del año 2018, se denominó "Cumbre del Rock Chileno +", debido a que busca expandir los horizontes del festival hacía el pop más electrónico, el reggae, el hip hop y la cumbia, se realizó el 27 de enero en el Club Hípico de Santiago y tuvo cuatro escenario simultáneos además de lugares de descanso, juegos infantiles y tiendas y se homenajeó a Los Jaivas. La producción del evento manifestó su intención de realizar de forma anual el festival a partir de esta edición.
El Line up completo fue a dado a conocer el 6 de diciembre e incluye figuras de pop como Denise Rosenthal, Supernova y Camila Gallardo. El 10 de diciembre se incluye en el lineup a la cantante de la nueva ola chilena Cecilia, el 15 de diciembre se incluye a Álvaro Henríquez y La Regia Orquesta quienes interpretaran la banda sonora de la La negra Ester celebrando los 30 años de celebre obra de teatro, días después se incorpora al We Are the Grand y Tomo Como Rey,  completando así 43 shows programados para el evento.
Camila Moreno que se encontraba programada para el show decide retirarse de este y es reemplazado por Lucybell. También se baja del show Álvaro Henríquez y La Regia Orquesta, por problemas de salud de Álvaro, siendo reemplazados por Gondwana.
- Line Up:[26][21][22][23][24][25]

| - Los Jaivas - Cecilia - Gondwana - Joe Vasconcellos - Sinergia - Ana Tijoux - Saiko - Weichafe - De Saloon - Fiskales Ad-Hok - Kuervos del Sur | - López - Electrodomésticos - Quilapayún - Lanza Internacional - Dixon - Mariel Mariel - Gepe - Rama - Crisálida - Yael Meyer - Matanza | - Chancho en Piedra - Rulo - Banda Conmoción - Aguaturbia - Moral Distraída - Ases Falsos - Santropia - Lucybell - Denise Rosenthal - Angel y Javiera Parra - Supernova | - Camila Gallardo - Mamma Soul - Alain Johannes Trío - Movimiento Original - El Cruce - María Colores - Portavoz - Tormenta - We Are the Grand - Tomo Como Rey |

## La Cumbre 2019

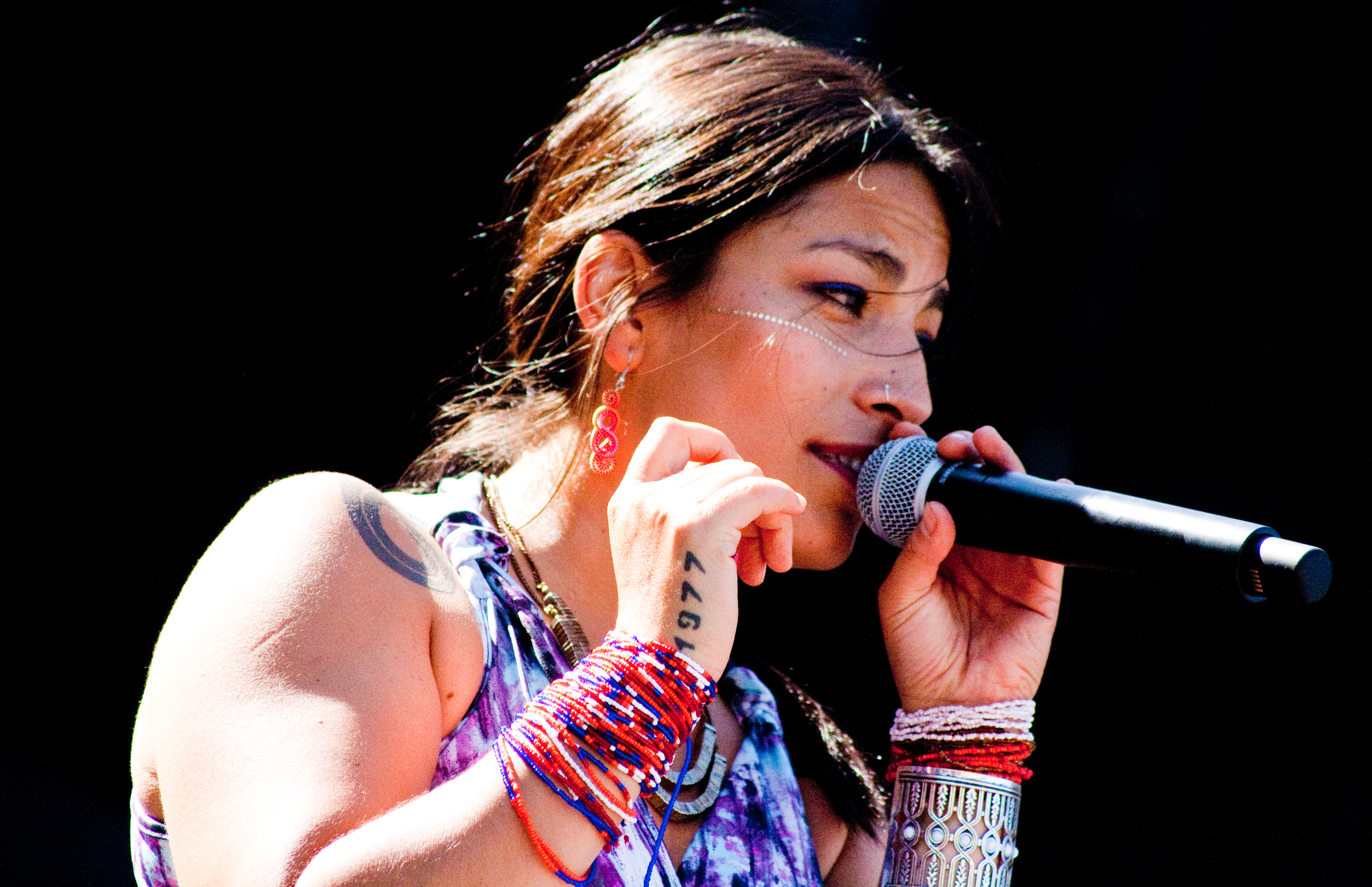
Ana Tijoux iba a ser homenajeada con el premio «Ícono del Rock» en la edición 2019

El festival en su edición 2019 se denomina simplemente "La Cumbre" debido a que busca ser un sonido más diverso y albergar estilos musicales como el rock duro, el pop, el electropop, el punk, los géneros urbanos y los ritmos tropicales. Estaba programado originalmente para el día 12 de enero en el Club Hípico de Santiago. Sería paritario es decir 50% de artista hombre y 50% mujeres, siendo los primeros confirmados: Francisca Valenzuela, Mariel Mariel, Ana Tijoux, Amanitas, Denise Rosenthal, Cler Canifrú, Javiera y los imposibles y Pascuala Ilabaca. Se presentaría la banda Congreso, que se encuentran en su 50 aniversario y el premio Ícono del Rock será para la cantante de rap Ana Tijoux. Además de abrir espacio en su Line up a los dos proyectos emergentes Sin Lencería y José Nazcar. Será la primera edición que contará además con un escenario de Stand up Comedy. Originalmente estaba programa para el 12 enero, pero se postergó para el 18 de mayo, producto de este cambio Amanitas y Los Vásquez cancelaron su participación en el festival.
Se volvió a postergar para el 5 y 6 de octubre, y a cambiar de sede al Estadio Municipal Patricio Mekis y Medialuna Monumental, en la ciudad de Rancagua, pero finalmente, el 4 de octubre la organización confirmó la cancelación de la edición 2019, además de anunciar el final definitivo del festival.

## Premio Ícono del Rock
A partir de la edición de 2012, la Cumbre del Rock Chileno homenajeó a un artista o banda en particular por su trayectoria y trascendencia, con el denominado Premio Ícono del Rock Chileno.
| Año  | Artista          | Ref.   |
| ---- | ---------------- | ------ |
| 2012 | Jorge González   | [ 14 ] |
| 2017 | Álvaro Henriquez | [ 16 ] |
| 2018 | Los Jaivas       | [ 18 ] |
| 2019 | Ana Tijoux       | [ 29 ] |

## Énlaces externos
- Wikimedia Commons alberga una categoría multimedia sobre La Cumbre del Rock Chileno.

- Datos: Q21003036
- Multimedia: Cumbre del Rock Chileno / Q21003036